# Placentonema gigantissima
Placentonema gigantissima este un nematod care trăiește in placenta cașalotului.